# Aleksiej Leonow
Aleksiej Archipowicz Leonow, ros. Алексей Архипович Леонов (ur. 30 maja 1934 w Listwiance, zm. 11 października 2019 w Moskwie) – radziecki kosmonauta, generał-major pilot, dwukrotny Bohater Związku Radzieckiego (1965, 1975), Lotnik Kosmonauta ZSRR i artysta malarz fantastyczny. Pierwszy człowiek, który wyszedł w otwartą przestrzeń kosmiczną.

## Życiorys
W 1953 ukończył szkołę lotniczą, a później Akademię Lotniczą im. Żukowskiego. Do czasu przyjęcia do grupy kosmonautów 7 marca 1960 pełnił służbę jako pilot wojskowy. Dwukrotnie leciał w kosmos. W 1967 wszedł w skład grupy kosmonautów przygotowujących się do lotu na Księżyc. W oddziale kosmonautów do 26 stycznia 1982. W latach 1970–1991 był zastępcą komendanta Centrum Wyszkolenia Kosmonautów im. J. Gagarina w Gwiezdnym Miasteczku pod Moskwą.
Jako malarz tworzył obrazy o tematyce związanej z podbojem kosmosu.
Zmarł w Moskwie 11 października 2019 i został pochowany w Federalnym Cmentarzu Wojskowym w Mytiszczi.

## Loty kosmiczne

### Woschod 2
Za pierwszym razem od 18 marca do 19 marca 1965 odbył lot statkiem kosmicznym Woschod 2 w charakterze drugiego pilota. Podczas lotu jako pierwszy człowiek wyszedł w otwartą przestrzeń kosmiczną w skafandrze typu Bierkut. Spacer trwał 12 minut i 9 sekund. Powrót do wnętrza statku okazał się niezwykle utrudniony z powodu powiększenia się objętości skafandra w warunkach próżni kosmicznej. 

### Sojuz 19

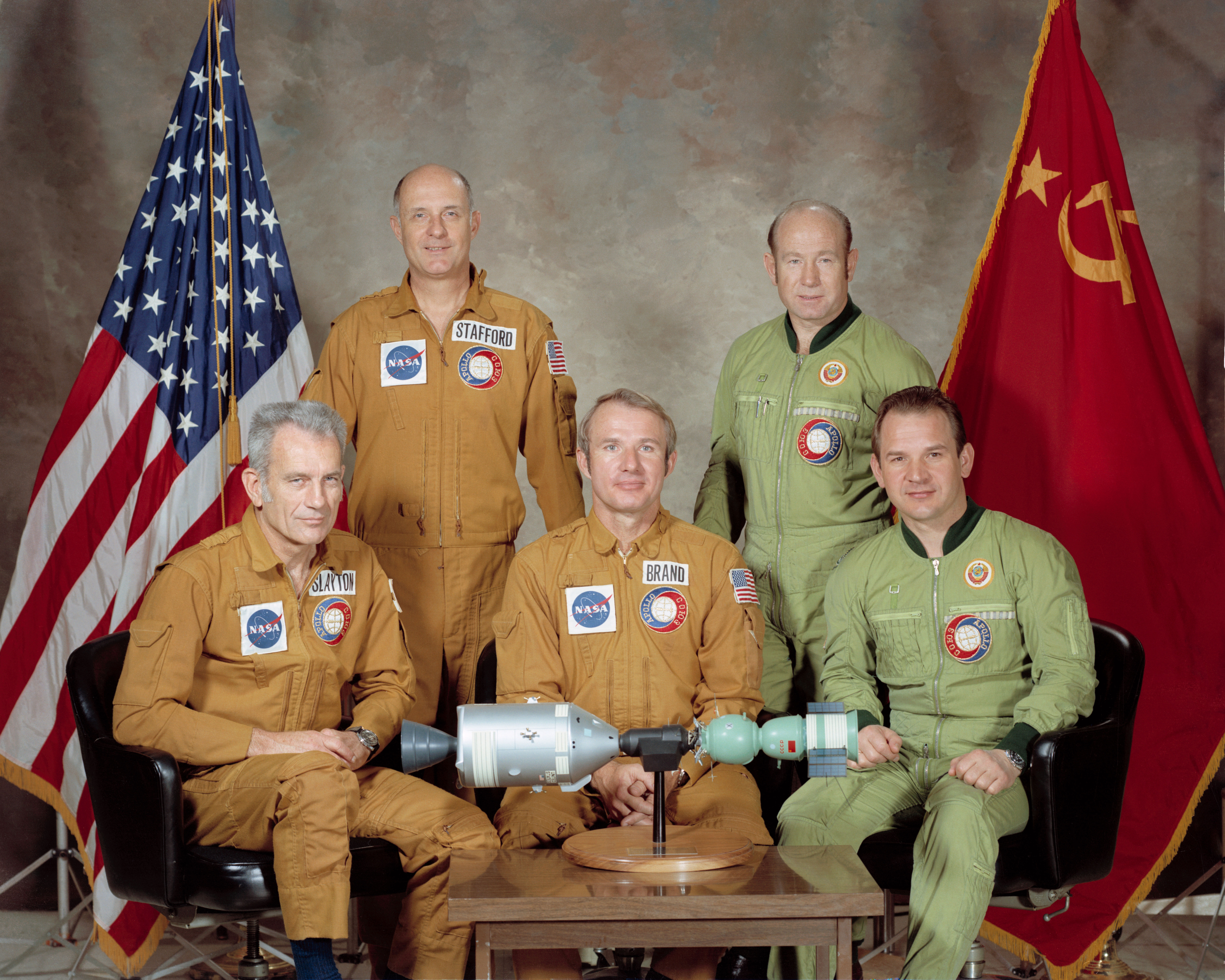
Załoga misji Apollo-Sojuz. Od lewej: Donald Slayton, Thomas Stafford, Vance Brand, Aleksiej Leonow i Walerij Kubasow

Drugi lot odbył na statku Sojuz 19 razem z Walerijem Kubasowem. Start nastąpił 15 lipca 1975 o 12:20 GMT  z kosmodromu Bajkonur, a lądowanie 21 lipca 1975. W ramach programu Apollo-Sojuz statek Sojuz 19 pod dowództwem Aleksieja Leonowa podczas lotu kilkakrotnie łączył się z amerykańskim statkiem Apollo. Było to pierwsze w historii połączenie na orbicie statku amerykańskiego i radzieckiego. Łącznie w obu pojazdach leciało trzech astronautów amerykańskich i dwóch kosmonautów radzieckich. Obie kapsuły wystrzelono 15 lipca 1975 w odstępie siedmiu i pół godziny. Dwa dni później pojazdy wykonały manewr cumowania, a po trzech godzinach od połączenia dowódcy statków – Thomas Stafford i Aleksiej Leonow podali sobie ręce przez otwarte włazy.

## Odznaczenia i nagrody

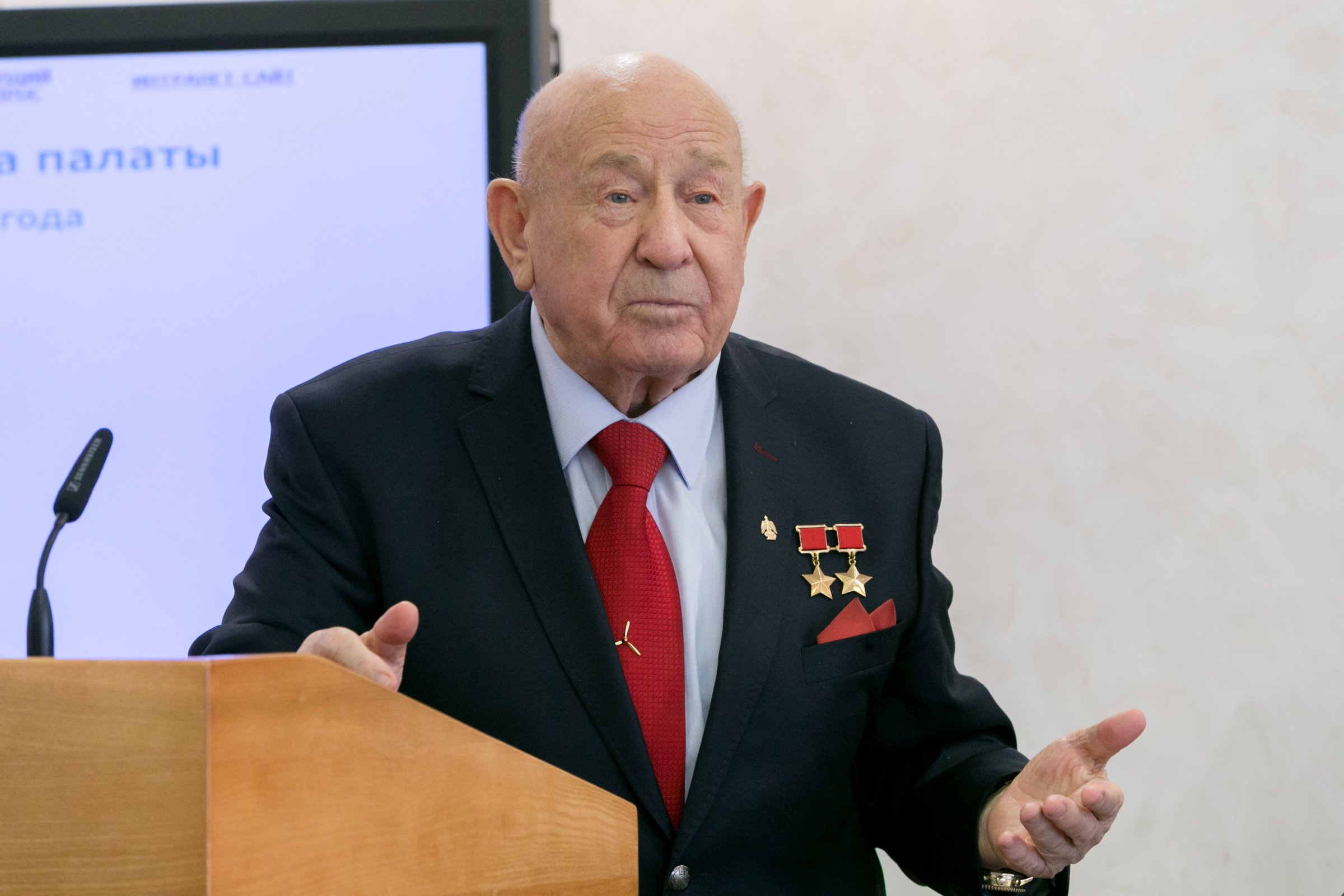
Aleksiej Leonow (2016)

- Medal „Złota Gwiazda” Bohatera Związku Radzieckiego (23 marca 1965, 22 lipca 1975)
- Order „Za zasługi dla Ojczyzny” IV klasy (2 marca 2000)
- Order Lenina – dwukrotnie
- Order Czerwonej Gwiazdy
- Order Przyjaźni
- Medal jubileuszowy „Dwudziestolecia zwycięstwa w Wielkiej Wojnie Ojczyźnianej 1941–1945”
- Order „Za służbę Ojczyźnie w Siłach Zbrojnych ZSRR” III stopnia
- Medal jubileuszowy „40 lat Sił Zbrojnych ZSRR”
- Medal jubileuszowy „50 lat Sił Zbrojnych ZSRR”
- Medal jubileuszowy „60 lat Sił Zbrojnych ZSRR”
- Tytuł honorowy i odznaka Lotnik Kosmonauta ZSRR
- Medal „Za nienaganną służbę” II stopnia (ZSRR)
- Medal „Za nienaganną służbę” III stopnia (ZSRR)
- Nagroda Państwowa ZSRR (1981)
- Nagroda Leninowskiego Komsomołu
- Odznaka Zasłużony Mistrz Sportu ZSRR
- Medal „Sierp i Młot” Bohatera Pracy Socjalistycznej (Bułgaria)
- Order Georgi Dymitrowa (Bułgaria)
- Order Karla Marksa (NRD)
- Order Zasługi Cywilnej (Syria)
- Order Za zasługi III klasy (Ukraina)
- Order Flagi WRL z brylantami I klasy (Węgry)
- Bohater Pracy (Wietnam)
- Nagroda im. Ludviga Nobla (2007)
- Universal Astronaut Insignia za lot orbitalny (nr 15, pośmiertnie) – Stowarzyszenie Uczestników Lotów Kosmicznych (Association of Space Explorers(inne języki))[2]

## Upamiętnienie
- Jego nazwiskiem Arthur C. Clarke nazwał statek kosmiczny w swojej powieści 2010: Odyseja kosmiczna.

Znaczki pocztowe upamiętniające pierwsze wyjście człowieka w przestrzeń kosmiczną
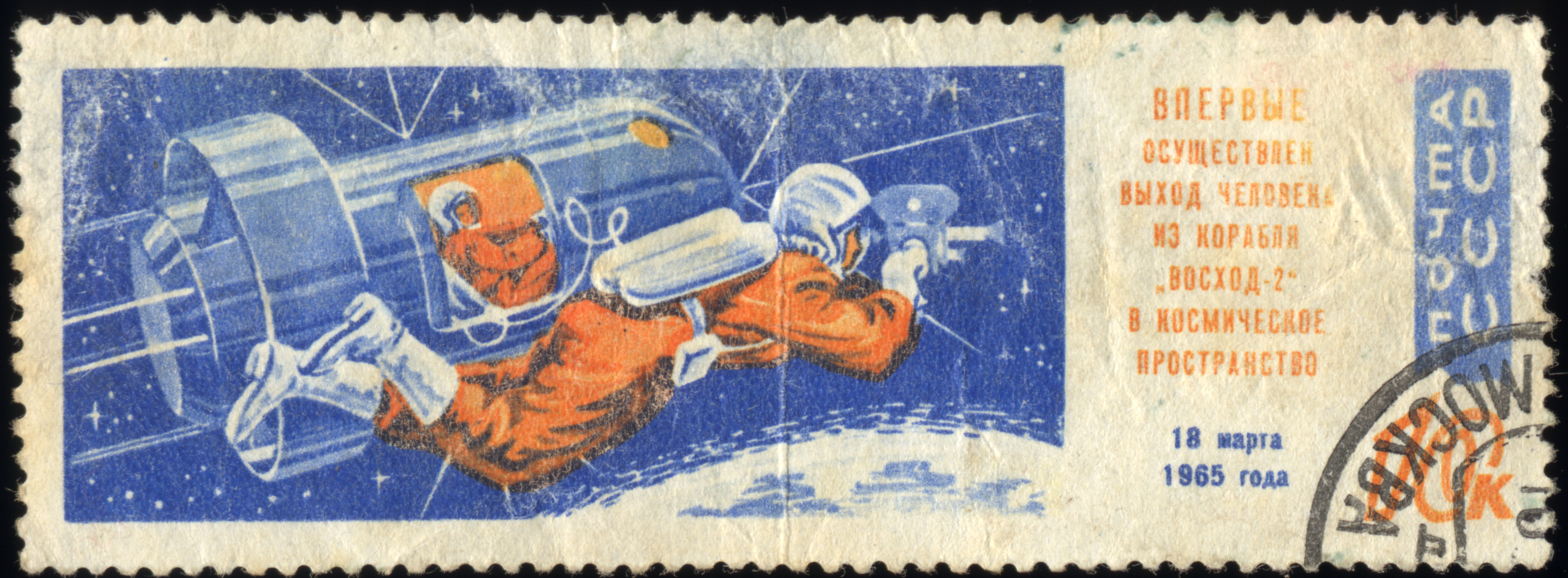
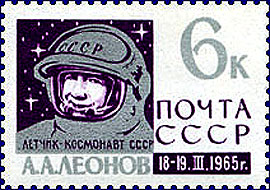
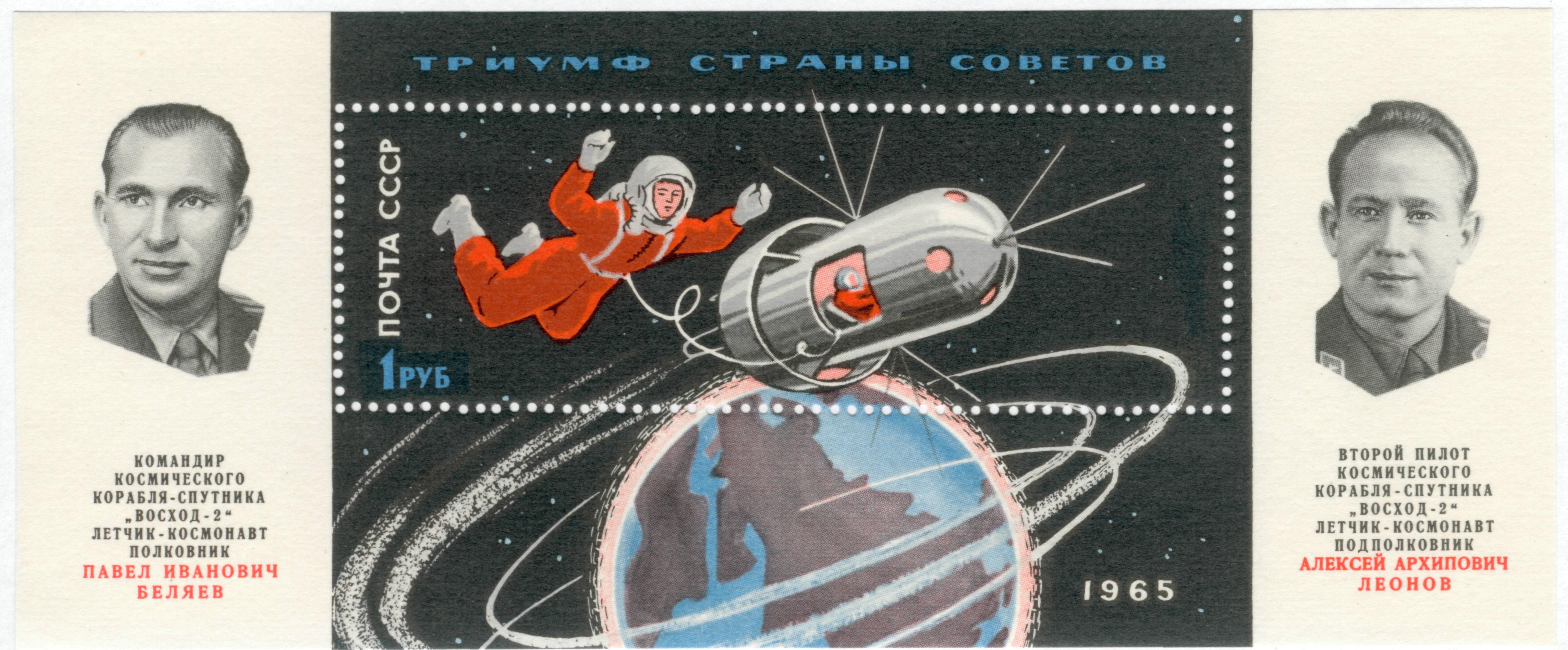
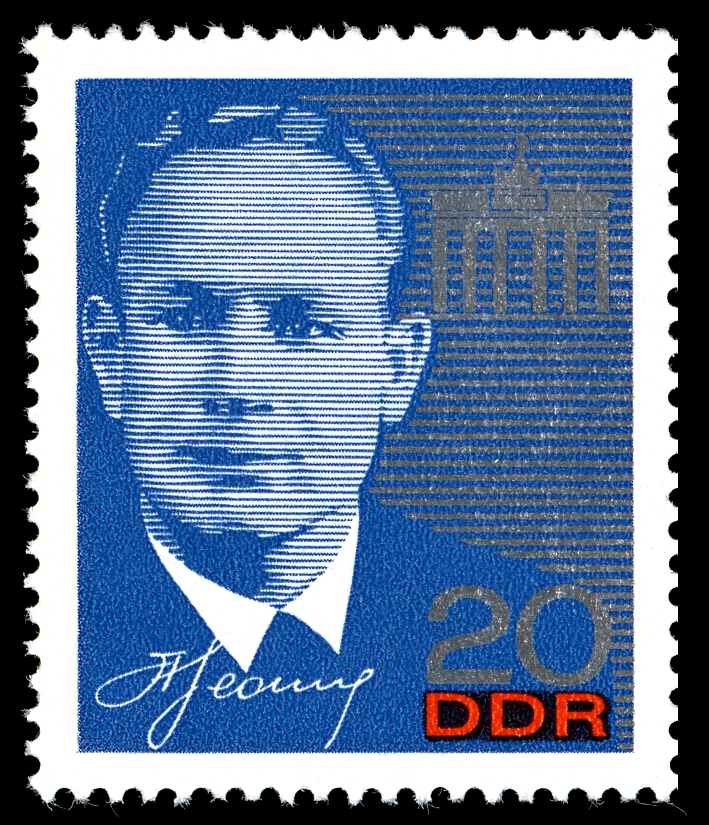
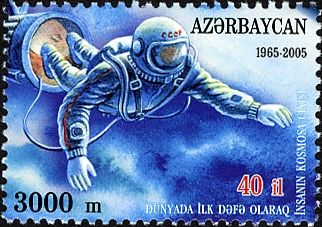
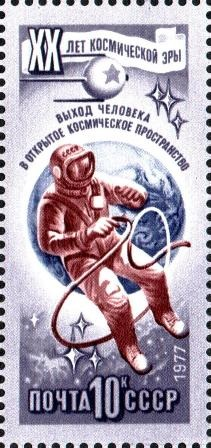

Znaczki pocztowe upamiętniające misję Apollo-Sojuz
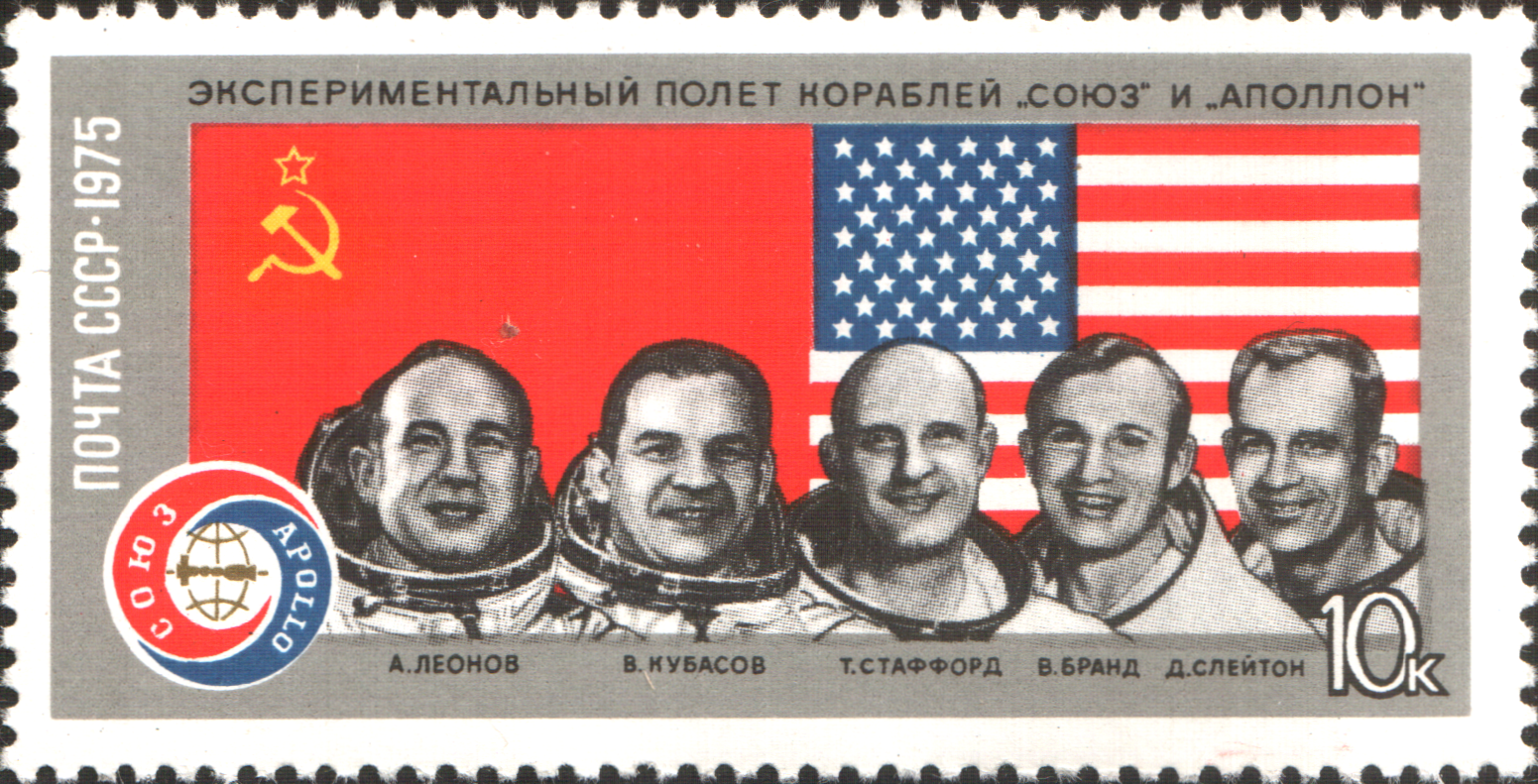
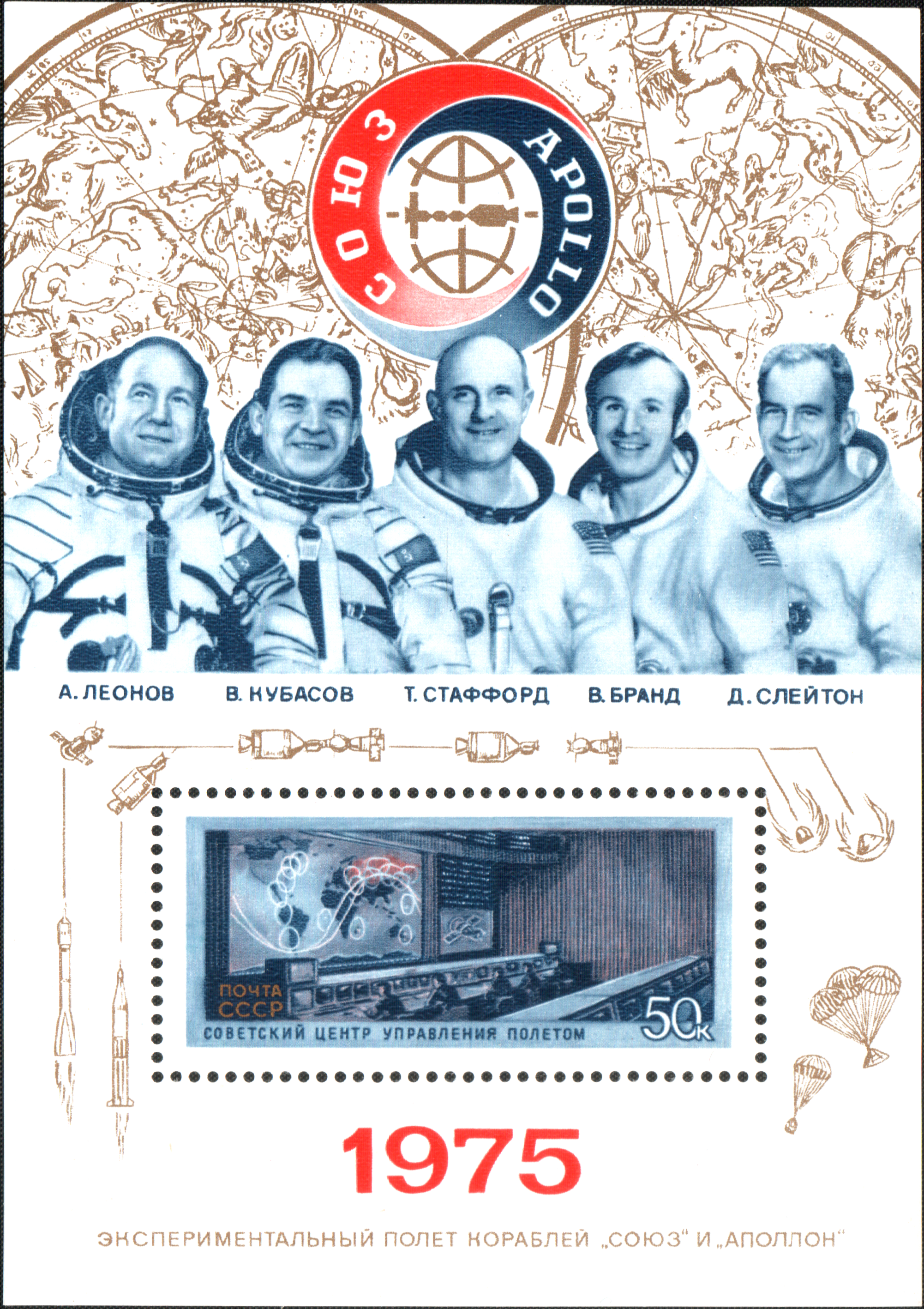

## Wykaz lotów
| Loty kosmiczne, w których uczestniczył Aleksiej A. Leonow    | Loty kosmiczne, w których uczestniczył Aleksiej A. Leonow | Loty kosmiczne, w których uczestniczył Aleksiej A. Leonow | Loty kosmiczne, w których uczestniczył Aleksiej A. Leonow | Loty kosmiczne, w których uczestniczył Aleksiej A. Leonow | Loty kosmiczne, w których uczestniczył Aleksiej A. Leonow | Loty kosmiczne, w których uczestniczył Aleksiej A. Leonow |
| Nr                                                           | Data startu                                               | Statek kosmiczny                                          | Data lądowania                                            | Funkcja                                                   | Czas trwania                                              |                                                           |
| ------------------------------------------------------------ | --------------------------------------------------------- | --------------------------------------------------------- | --------------------------------------------------------- | --------------------------------------------------------- | --------------------------------------------------------- | --------------------------------------------------------- |
| 1                                                            | 18 marca 1965                                             | Woschod 2                                                 | 19 marca 1965                                             | Drugi pilot                                               | 1 dzień 2 godziny 2 minuty i 17 sekund                    |                                                           |
| 2                                                            | 15 lipca 1975                                             | Sojuz 19                                                  | 21 lipca 1975                                             | Dowódca misji                                             | 5 dni 22 godziny 30 minut i 51 sekund                     |                                                           |
| Łączny czas spędzony w kosmosie — 7 dni 33 minuty i 8 sekund |                                                           |                                                           |                                                           |                                                           |                                                           |                                                           |